# Kriechende Mahonie

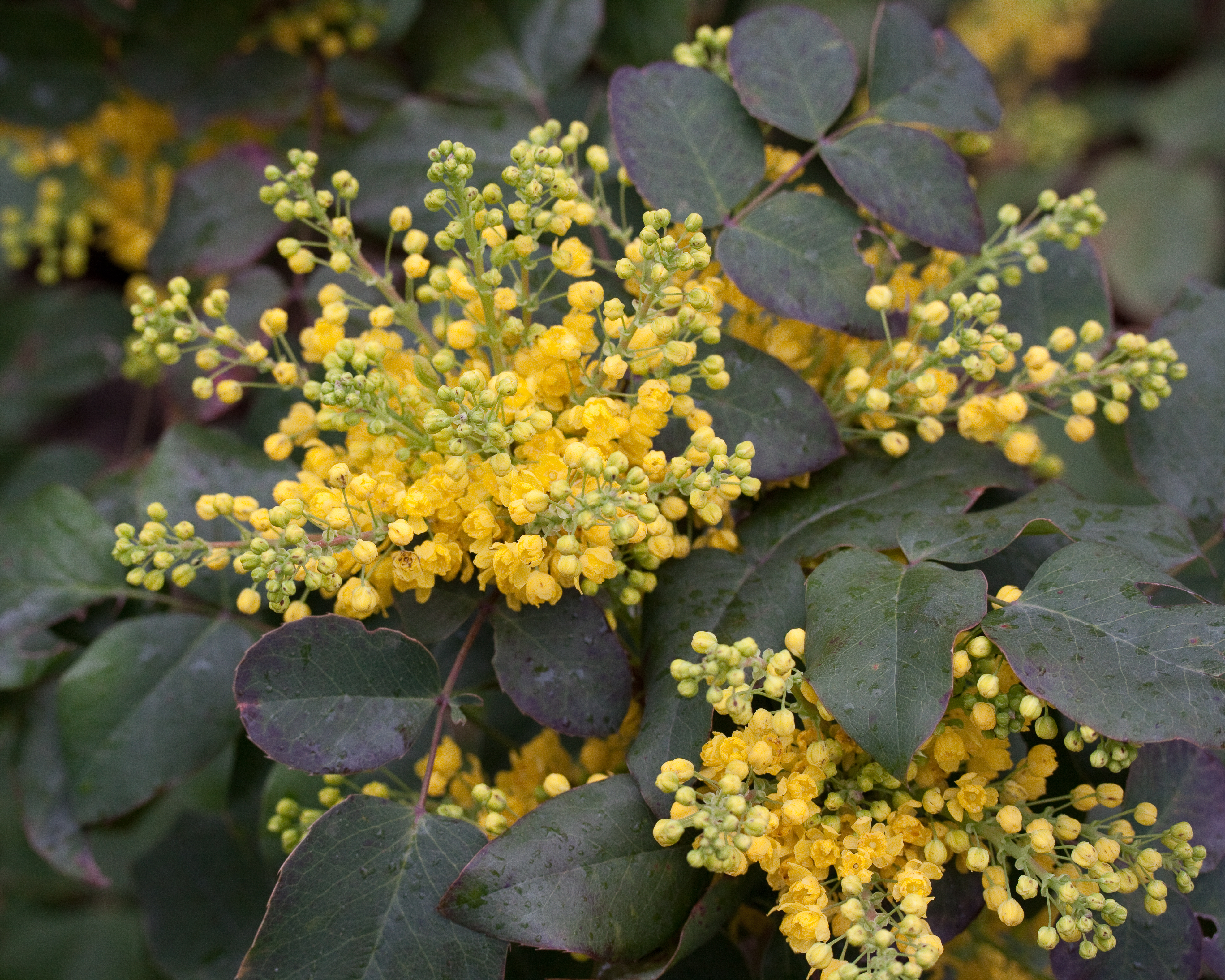
Blütenstand

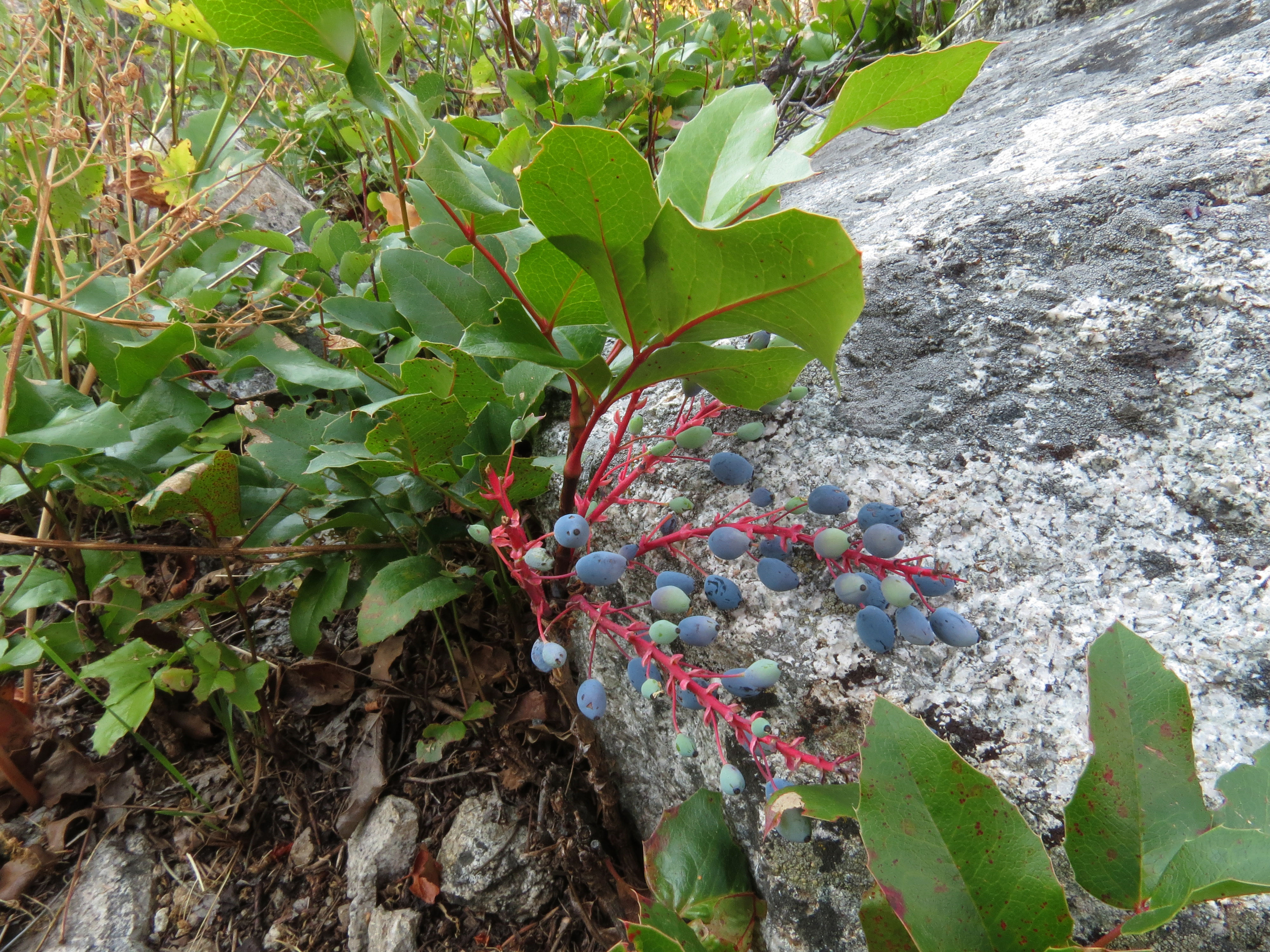
Früchte

Die Kriechende Mahonie (Mahonia repens) ist eine Pflanzenart aus der Gattung Mahonien (Mahonia) innerhalb der Familie der Berberitzengewächse (Berberidaceae).

## Beschreibung

### Vegetative Merkmale
Die Kriechende Mahonie ist ein niederliegend-kriechender und Ausläufer bildender, immergrüner Zwergstrauch oder Strauch, der eine Wuchshöhe bis über 100 Zentimeter erreicht.
Die Laubblätter sind in Blattstiel und -spreite gegliedert. Der Blattstiel ist bis 9 Zentimeter lang. Die unpaarig gefiederte Blattspreite ist bis zu 25 Zentimeter lang und enthält drei bis sieben Blättchen. Die matten, kurz gestielten, abgerundeten bis stumpfen oder spitzen, oft stachelspitzigen, eiförmigen bis elliptischen Blättchen sind bis zu 9 Zentimeter lang; ihr Rand ist fast ganzrandig bis seichtbuchtig und stachelig gesägt oder gezähnt, mit bis zu 24 Zähnchen an jeder Seite. Die Blattoberseite ist mattgrün und meist leicht wachsartig; im Winter können die Blättchen eine leicht rötliche bis bräunliche Färbung annehmen.

### Generative Merkmale
Die Blütezeit reicht in Nordamerika von April bis Juni. Einige Blüten sind in einem bis zu 10 Zentimeter langen, endständigen, dichten und reichblütigen, traubigen Blütenstand angeordnet.
Die duftenden, gestielten und zwittrigen Blüten sind tiefgelb.
Die eiförmigen bis ellipsoiden, bis 1 Zentimeter großen Beeren mit Narbenresten sind blauschwarz und „bereift“.
Die Chromosomenzahl beträgt 2n = 28.

## Vorkommen
Mahonia repens ist in den kanadischen Provinzen British Columbia sowie Alberta und in den US-Bundesstaaten Washington, Arizona, Kalifornien, Wyoming, New Mexico, Colorado, Idaho, Montana, Nevada, Oregon, Utah, Minnesota, Nebraska, North Dakota, South Dakota sowie in Texas weitverbreitet. Sie gedeiht in den Nadelwäldern in Höhenlagen von 200 bis 3000 Metern.

## Systematik
Die Erstbeschreibung erfolgte 1828 unter dem Namen (Basionym) Berberis repens durch John Lindley in Botanical Register; consisting of coloured ..., 14, Tafel 1176. Die Neukombination zu Mahonia repens (Lindl.) G.Don wurde 1831 durch George Don in A General History of the Dichlamydeous Plants, 1, S. 118 veröffentlicht.
Von der Kriechenden Mahonie sind verschiedene Varietäten oder Formen beschrieben:
- Mahonia repens var. macrocarpa Jouin wächst aufrecht, wird bis zu 1 Meter hoch und hat große Beerenfrüchte.
- Mahonia repens var. rotundifolia Fedde ist dicht belaubt, mehr als 1 Meter groß und weist fast ganzrandige und breit-eiförmige Blättchen auf; sie ist zudem besonders winterhart.
- Mahonia repens f. subcordata Rehder mit dicht stehenden Blättchen, deren Basis herzförmig ist.

Für die Kriechende Mahonie (Mahonia repens) sind viele verschiedene Synonyme in Verwendung:
Berberis amplectens (Eastw.) Wheeler, Berberis aquifolium var. repens (Lindl.) Scoggan, Berberis pumila Greene, Berberis repens Lindl., Berberis sonnei (Abrams) McMinn, Berberis nana Greene, Mahonia amplectens Eastw., Mahonia sonnei Abrams, Mahonia nana Fedde, Odostemon pumilus (Greene) A.Heller, Odostemon repens (Lindl.) Cockerell.

## Verwendung
Diese Art wird als bodendeckender Zierstrauch in Gärten und Parks verwendet. Mahonia repens stellt nur geringe Standortansprüche und ist in Mitteleuropa winterhart. Die Früchte sind essbar.